# Tailem Bend
Tailem Bend – miasto w Australii, w stanie Australia Południowa.